# Richard Burton (golfer)
Richard Burton (Darwen, Lancashire, 11 oktober 1907 - 31 december 1989) was een Engelse golfprofessional.
Burton won in 1939 het Brits Open op de Old Course van St Andrews Links in Schotland met een birdie op de laatste hole. Hij speelde ook in de Ryder Cup in 1935, 1937 en 1949.
Burton komt van de Sale Golf Club, waar nog steeds een jaarlijkse Richard Burton Trophy wordt gespeeld in  het weekend van het Brits Open. Na de oorlog gaf hij les op de Coombe Hill Golf Club in Kingston-upon-Thames, Surrey, als opvolger van  Henry Cotton. 
Zijn putter is bewaard gebleven op de Sale GC. Hij kon met zijn putter achttien holes spelen, of op een par-3 naar de green slaan met alle clubs uit zijn tas.
Burton werd op 8 januari 1990 begraven.

## Gewonnen
Onder meer:
- 1934: Northern Professional Championship
- 1935: Dunlop Northern Tournament
- 1937: Dunlop Southport Tournament
- 1939: Brits Open, True Temper Tournament (met Fred Robson)
- 1949: Silver King Tournament, News Chronicle Tournament